# Slovakien och eurosamarbetet
Slovakien har euron som valuta sedan den 1 januari 2009. Euron är Europeiska unionens officiella valuta, som används i många av Europeiska unionens medlemsstater och ett antal andra stater utanför unionen. De länder som använder euron kallas gemensamt för euroområdet. De lägre valörerna av euron utgörs av mynt, medan de högre valörerna utgörs av sedlar. Euromynten har en gemensam europeisk sida som visar värdet på myntet och en nationell sida som visar en symbol vald av den medlemsstat där myntet präglades. Varje medlemsstat har således en eller flera symboler som är unika för just det landet.
För bilder av den gemensamma sidan och en detaljerad beskrivning av mynten, se artikeln om euromynt.
De slovakiska euromynten präglas av tre olika utformningar. De lägsta valörerna, 1-, 2- och 5-centmynten, präglas av bergstoppen Kriváň och är utformade av Drahomír Zobek. 10-, 20- och 50-centmynten präglas av Bratislavas slott och är utformade av Ján Černaj och Pavol Károly, medan de högsta valörerna, 1- och 2-euromynten, präglas av Slovakiens statsvapen och är utformade av Ivan Řehák. På varje slovakiskt euromynt står det Slovakien på slovakiska (Slovensko) samt det årtal då myntet är präglat.
Slovakien anslöt euroområdet 1 januari 2009, efter att euroländernas finansministrar gett grönt ljus. Sedlar i den gamla valutan, slovakisk krona, kan växlas in hos den slovakiska centralbanken på obestämd tid framöver, medan mynt kan växlas in fram till och med 31 december 2013.
Slovakien har präglat en serie mynt och en version av 2-euro jubileumsmynt.